# 4984 Patrickmiller
A 4984 Patrickmiller (ideiglenes jelöléssel 1978 VU10) a Naprendszer kisbolygóövében található aszteroida. Eleanor F. Helin és Schelte J. Bus fedezték fel 1978. november 7-én.

## Elnevezése
Nevét Patrick J. Miller (1949 –) után kapta. Ő az IASC program alapítója és igazgatója. Ezenfelül matematika professzor az abliene-i Hardin-Simmons Egyetemen. A névajánlás Sergio Foglia-tól származik.